# (35499) 1998 FO35
1998 FO35 (asteroide 35499) é um asteroide da cintura principal. Possui uma excentricidade de 0.04305640 e uma inclinação de 16.36501º.
Este asteroide foi descoberto no dia 20 de março de 1998 por LINEAR em Socorro.